# Migration suisse
Les flux de migration suisse à partir du XVe siècle, sont variés. La Suisse, à différentes époques, s'est révélée être une terre d'accueil pour les étrangers. Parfois ce sont les Suisses qui, au cours de l'histoire, ont dû ou ont fait le choix de quitter leur pays.

## Émigration
Depuis toujours, la Suisse n'a pas eu suffisamment de ressources naturelles pour pouvoir nourrir toute sa population.[réf. nécessaire] Dès le XVe siècle, une grande part[réf. nécessaire] de la population a été obligée de trouver des moyens d'existence dans d'autres pays, principalement pour des raisons économiques.
On distingue deux formes d'émigration : le service étranger, militaire, et l'émigration civile.

### Service étranger
Avant 1800, beaucoup d'émigrants suisses s'engagent dans le régiment Européen. Vers les XIVe et XVe siècles, les suisses obtiennent une très bonne réputation militaire lorsqu'ils battent tour à tour les Habsbourg et Charles le Téméraire. Ils porteront bientôt le nom de « Châtieur de rois » et, comme les fantassins allemands (lansquenets), sont appelés pour renforcer les armées des principaux dirigeants de l'Europe. Avec eux, les cantons passent des accords appelés capitulations, qui traitent spécifiquement du service étranger.
On distingue deux formes de service étranger : le mercenariat et le service capitulé entre États.
Avantages et inconvénients du service à l'étranger
Avantages:
- Offre des débouchés aux jeunes gens qui ne trouvent pas d'emploi.
- Alimente les trésoreries cantonales.

Désavantages:
- Les mauvaises habitudes des mercenaires revenus au pays.
- Dépensent l'argent pour de l'alcool et le jeu[h 2].

#### Mercenaires
Les mercenaires sont des combattants individuels fournis aux souverains d'Europe par des chefs de guerre agissant pour leur propre compte, sans contrôle par l'État de provenance des mercenaires,.

#### Capitulations
Les capitulations sont des accords passés entre des cantons et des souverains d'Europe.
Exemple de capitulation avec la France (1803)
« Art 1. La République française entretiendra dans son service 16 000 hommes de troupes suisses. Les hommes seront engagés librement et volontairement; à l'expiration de leurs engagements, ils recevront leur congé absolu s'ils le demandent.
Art 6. La solde sera la même que celle de l'infanterie française.
Art 7. Les suisses qui seront admis dans ces régiments devront être âgés de 18 à 40 ans, de la taille de cinq pieds deux pouces, ou 1 m 678 mm, et n'avoir aucune infirmité. Ils contracteront l'engagement de servir fidèlement la République française pendant quatre ans; à l'expiration de cet engagement, ils seront libre de se réengager pour 2, 4, 6 ou 8 ans.
Art 8. Le colonel-général des Suisses sera nommé par le premier Consul.
Art 18. Les troupes suisses qui seront au service de la France ne seront jamais employées que sur le territoire continental de l'Europe.
Art 19. Elles conserveront le libre exercice de leur religion et de leur justice. »

#### Le régiment
Le régiment français compte en général 1 500 hommes répartis dans une douzaine de compagnies qui sont chacune commandées par un colonel, lui-même assisté par un état-major.
La vie au régiment est monotone, la discipline est stricte. Une journée commence par l'appel des soldats, puis est suivi par l'inspection des armes et du soldat dont on exige une tenue impeccable.
Pour combattre cette monotonie, les soldats chantent une chanson :
Ah! oui je suis à mon aise

Quand j'ai ma belle auprès de moi !

De temps en temps je la regarde

En lui disant: embrasse-moi !

Comment veux-tu que je t'embrasse

Quand on me dit du mal de toi !

On dit que tu pars pour la guerre

Dans le Piémont servir le roi !
La vie à la campagne est encore plus dure, on y fait des marches longues, la nourriture peut amener des épidémies.

#### Les Suisses au service de l'Europe
On estime à 1 million de soldats suisses engagés à l'étranger du XVe  au  XIXe siècle ; la moitié étant au service de la France. Pendant quatre siècles la Suisse resta fidèle à ce pays et participe à ses aventures.
Les combattants suisses ont aussi servi plusieurs autres pays comme Naples, l'Autriche, la Suède, la Savoie, la Pologne, la Russie, le Danemark, la Hongrie, Venise. Pour le compte de l'Espagne, ils luttent contre les Maures en Afrique.

### Émigration civile

#### Émigration de carrière professionnelle
Architectes et artistes servant les monarques européens.

#### Émigration de peuplement
Notamment au XIXe siècle, vers l'Amérique du Nord et l'Amérique du Sud.
La grande vague du XIXe siècle
À partir du XIXe siècle, les disettes et les famines frappent la population Suisse tout comme l'avènement de l'ère industrielle qui provoque un surplus de main-d'œuvre disponible. Dans ce contexte, l'Amérique se présente comme un Eldorado avec ses vastes territoires et ses industries naissantes et des centaines de milliers de Suisses choissisent d'émigrer.

#### Expatriés célèbres
- Louis Chevrolet, mécanicien et entrepreneur automobile, fondateur de la marque d’automobiles
- Francesco Borromini, architecte
- Louis-Emil Eyer (1865-1916), pédagogue sportif, pionnier du développement sportif en Bulgarie, considéré comme un héros national en Bulgarie
- Le Corbusier, architecte
- William Lescaze, architecte
- Johann Augustus Sutter, pionnier de Californie
- Félix Vallotton, artiste

## Immigration

### Définition
D'après la définition de l'Office fédéral de la statistique (OFS), la population immigrée se compose de « toutes les personnes, quelle que soit leur nationalité actuelle, qui ne sont pas nées en Suisse et qui y ont donc immigré. » Cela inclut donc les Suisses de l'étranger qui sont venus s'établir en Suisse, d'une part, mais cela exclut les personnes étrangères qui sont nées en Suisse. Toujours d'après l'OFS la population descendante d'immigrés comprend « toutes les personnes, quelle que soit leur nationalité actuelle, qui sont nées en Suisse et dont au moins un parent est né à l'étranger ».
En 2001, 2,1 millions d’immigrés et de descendants d’immigrés de 15 ans ou plus vivaient en Suisse. Si l’on y ajoute les quelque 300,000 enfants de moins de 15 ans, cette population représentait environ 2,4 millions de personnes, soit 33 % de la population résidante permanente en Suisse: ce chiffre étant composé de deux tiers par les immigrés et d'un tiers par leurs descendants.

### Typologie des immigrations

#### Contrainte
Accueil de réfugiés en raison de persécutions ethniques, religieuses, ou politiques.
- Seconde moitié du XVIe siècle : guerres de religion opposant catholiques et protestants en France
- Années 1790 : Révolution française
- Années 1950 : guerre froide
- Années 1990 : guerres de Yougoslavie

#### Économique
Immigration de travailleurs étrangers.
Dès les années 1950, une importante immigration est rendue nécessaire de par la pénurie de main d'œuvre suisse et pour la réalisation des grands chantiers (tunnels, barrages et autoroutes, ainsi que construction en général). Pour leur part, les migrants quittent majoritairement leurs pays d'origine pour subvenir à leurs besoins. Cette immigration sera tout d'abord italienne, puis plus tard espagnole et finalement portugaise.

##### Statut de saisonnier
La moitié de ces travailleurs sont engagés comme saisonniers, c'est-à-dire qu'après 9 mois de contrat en Suisse, sans leur famille, ils doivent retourner dans leur pays; l'autre moitié des personnes migrantes sont au bénéfice d'un permis annuel renouvelable ou d'un permis d'établissement de longue durée. L'idée de la classe politique de cette époque est que les immigrants ne devaient pas s'installer en Suisse mais uniquement venir fournir le travail, épargner, puis retourner s'installer dans leur patrie d'origine. Dès les années 1960, des pressions de l'Italie, principal pays d'origine de ces migrants, se font sentir en vue d'améliorer les conditions de vie de ces travailleurs, notamment pour raccourcir le délai
d’attente d'obtention d'un permis d’établissement et pour faciliter le regroupement familial,. Par ailleurs, leur présence entraîne une montée de la xénophobie qui culmine avec les initiatives contre la surpopulation étrangère rejetées en votation populaire. Malgré ces rejets, les forts taux remportés lors de ces consultations influenceront durablement la politique suisse d'immigration et sera introduite une politique de quotas, cela même avant la crise économique des années 1970.
Ce n'est qu'en 2002, avec l'entrée en vigueur de l'accord sur la libre circulation des personnes entre la Suisse et l'UE qu'est aboli le statut de saisonnier,.

##### Intégration, deuxième génération
Le terme de Secondo/Seconda utilisé pour se référer aux enfants des immigrants qui sont arrivés en Suisse pendant les années 1960 et 70 n'a pas une définition scientifique exacte. Il englobe différentes réalités, regroupant ainsi souvent dans le discours général aussi bien les personnes nées en Suisse qu'à l'étranger. L'Office fédéral de la statistique (OFS) n'utilise pas le terme mais parle de deuxième génération et dans ce chiffre inclut strictement les personnes nées en Suisse qu'elles aient obtenu leur nationalité suisse ou qu'elles aient décidé de garder uniquement leur nationalité d'origine. En comptant de cette manière, l'OFS compte environ 500 000 secondos au recensement de 2000 soit 7 pour cent de la population habitant en Suisse,.

### Immigrants et réfugiés célèbres
- Mikhaïl Aleksandrovitch Bakounine, philosophe anarchiste russe
- Jean Calvin, réformateur religieux français
- Charlie Chaplin, acteur et réalisateur anglais
- Tina Turner chanteuse, danseuse, actrice et compositrice américaine
- Lynette Federer d'origine Sud Africaine mère de Roger Federer
- Nicolas Hayek, entrepreneur libanais fondateur de Swatch Group
- Stefan Kudelski, ingénieur polonais fondateur de Nagra Kudelski Group

### Apatrides et gens du voyage célèbres
- Albert Einstein, physicien théoricien apatride puis suisse et américain
- Stephan Eicher, auteur-compositeur-interprète d'origine yéniche

## Mouvements migratoires

### Migration suisse entre 1400 et 1914
| Année     | Population de la suisse | Émigration militaire | Émigration civile | Immigration |
| --------- | ----------------------- | -------------------- | ----------------- | ----------- |
| 1400-1500 | 800                     | 50-100               | ---               | ---         |
| 1500-1600 | 1000                    | 250-300              | 20-25             | ---         |
| 1600-1700 | 1200                    | 250-300              | 40-50             | ---         |
| 1700-1800 | 1680                    | 300-350              | 40-50             | ---         |
| 1800-1850 | 2393                    | 50                   | 50                | 50          |
| 1850-1888 | 2918                    | ---                  | 287               | 110         |
| 1888-1914 | 3900                    | ---                  | 123               | 299         |

(données en milliers).

### Migration suisse entre 2004 et 2007

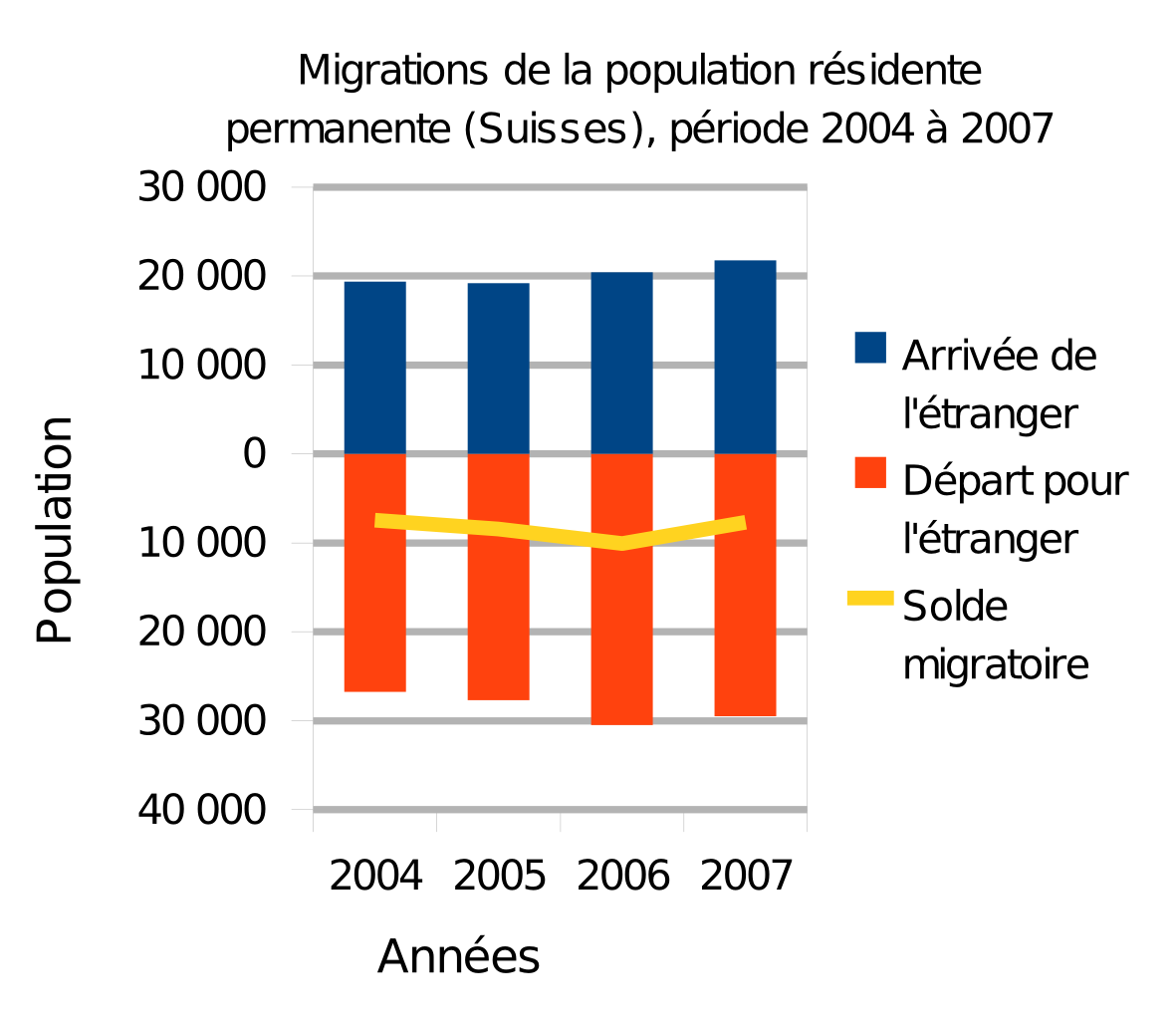
Migrations de la population résidante permanente (Suisses), période 2004 à 2007

La population résidante de nationalité suisse présente un solde migratoire négatif : un excédent d'environ 8 000 personnes quittent le pays chaque année. En 2007, par exemple, 29 487 suisses ont quitté le pays pour 21 779 entrants, le solde est de −7 708 personnes émigrantes.
| Année | Émigration | Immigration | Solde  |
| ----- | ---------- | ----------- | ------ |
| 2004  | 26776      | 19354       | -7422  |
| 2005  | 27655      | 19179       | -8476  |
| 2006  | 30479      | 20409       | -10070 |
| 2007  | 29487      | 21779       | -7708  |

### Migration étrangère entre 2004 et 2007

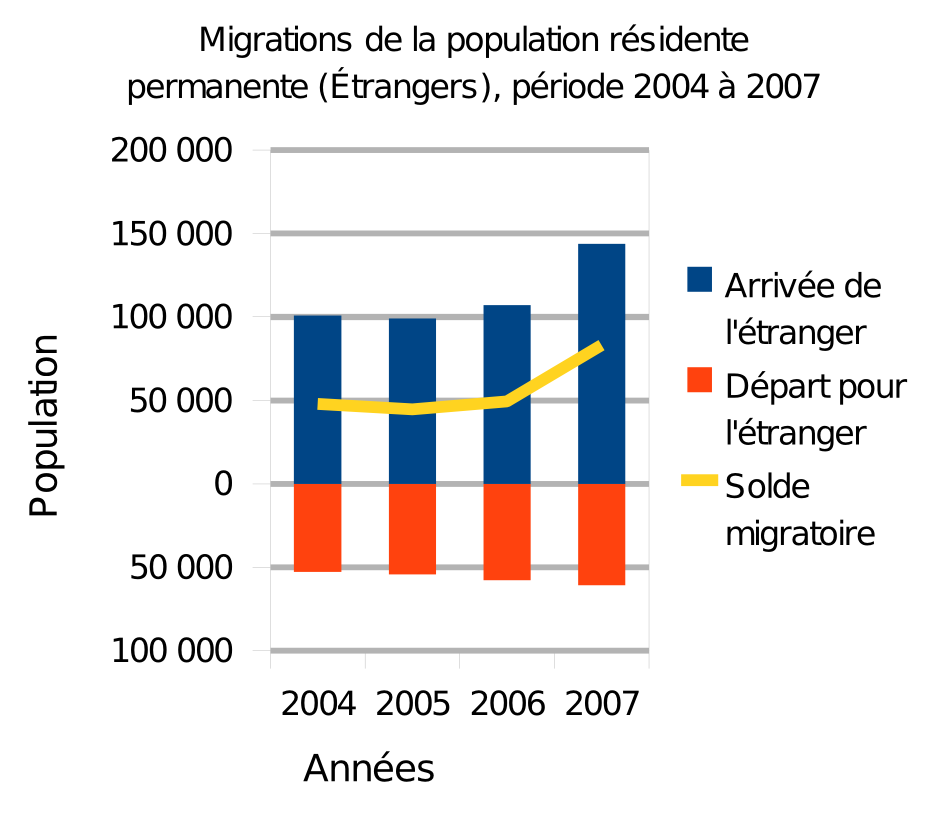
Migrations de la population résidante permanente (étrangers), période 2004 à 2007

La population résidante de nationalité étrangère présente un solde migratoire positif : en 2007, par exemple, 60 688 étrangers ont quitté le pays pour 143 855 entrants, le solde est de 83 167 personnes immigrantes.
| Année | Émigration | Immigration | Solde |
| ----- | ---------- | ----------- | ----- |
| 2004  | 52950      | 100834      | 47884 |
| 2005  | 54435      | 99091       | 44656 |
| 2006  | 57739      | 107177      | 49438 |
| 2007  | 60688      | 143855      | 83167 |